# Cizur Menor
Cizur Menor (Zizur Txikia en euskera batua y Zizur Txipie en la variedad local) es un concejo del municipio de la Cendea de Cizur, Comunidad Foral de Navarra, España, situado en la Merindad de Pamplona, en la Cuenca de Pamplona, a 5 km de la capital de la comunidad, Pamplona, y a 2 km de la Universidad de Navarra. Se encuentra en pleno Camino de Santiago (Camino francés) y cuenta con un albergue para los peregrinos que hacen esta ruta, situado en un antiguo monasterio. Su población en 2014 era de 2402 habitantes (INE).

## Geografía física

### Situación
La localidad de Cizur Menor se encuentra situada al noreste de la Cendea de Cizur dentro de un enclave. Su término tiene una superficie de 3,791 km² y limita al norte con Pamplona, al este con el concejo de Esquíroz en el municipio de Galar, al sur con Esparza de Galar en el mismo municipio, y al oeste con Zizur Mayor.

## Demografía

### Evolución de la población
| Gráfica de evolución demográfica de Cizur Menor entre 2000 y 2010 |
|                                                                   |
| Datos según el nomenclátor publicado por el INE.                  |

## Administración
Cizur Menor está constituido como un concejo dentro del municipio de la Cendea de Cizur. El Concejo de Cizur está formado por una junta de cinco vocales de los que uno ejerce la presidencia. Tras las elecciones de 2011, ésta es ejercida por Alfonso Pérez Negro, de la Agrupación Independiente de la Cendea de Cizur a la cual también pertenecen el resto de los vocales.

## Monumentos
Cizur Menor cuenta con una iglesia románica del siglo XII que está dedicada a San Miguel Arcángel. Como encomienda del Gran Priorato de Navarra de la Orden de San Juan de Jerusalén, tuvo un antiguo convento y hospital de peregrinos de la Orden de San Juan de Jerusalén, que en la actualidad es un albergue de peregrinos regido por la Soberana Orden de Malta. Permanece abierto los meses de mayo a septiembre.
Por otra parte, la parroquia de Cizur Menor está dedicada a San Emeterio y San Celedonio, y está situada en lo alto de la localidad. Es de estilo románico, del siglo XII, aunque ha sufrido reformas posteriores como la de la torre, que es del siglo XVII. La portada también es románica, con un arco de medio punto y crismón en el tímpano.

## Fiestas patronales
Coincidiendo con la Natividad de la Virgen María, las fiestas patronales se celebran el primer domingo de septiembre y duran cuatro días (de jueves a domingo).

## Transportes

### Autobús urbano
| Eskualdeko Hiri Garraioa/Transporte Urbano Comarcal |       |                                            |
| Inicio                                              | Línea | Fin                                        |
| Zizur Txikia/Cizur Menor - Universidad de Navarra   | 1     | Unibertsitate Publikoa/Universidad Pública |
| Taxi Iruñerria                                      |       |                                            |
| Zona                                                | A     | A                                          |
| Estaciones                                          |       |                                            |